# Hilderaldo Bellini
Hilderaldo Luís Bellini (født 7. juni 1930 i Itapira, Brasilien, død 20. marts 2014) var en italiensk-brasiliansk fodboldspiller (midterforsvarer) og dobbelt verdensmester med Brasilien.
Han spillede mellem 1957 og 1966 i alt 51 landskampe for brasilianerne. Han blev verdensmester med holdet ved både VM i 1958 i Sverige og VM i 1962 i Chile. Ved 1958-turneringen var han desuden holdets anfører. Han deltog også ved VM i 1966 i England.
Bellini spillede på klubplan primært hos Vasco da Gama og hos São Paulo FC.